# غواروجا
غواروجا هي بلدية تقع في ولاية ساو باولو،البرازيل.بلغ عدد سكانها في 2015 حوالي 311،230 نسمة.